# Джюричкович, Петар
Петар Джюричкович (серб. Петар Ђуричковић; 20 июня 1991, Приштина, СФРЮ) — сербский футболист, полузащитник клуба «Напредак».

## Карьера
В молодости Джюричкович выступал за такие клубы как: «Раднички» (Ниш) и «Црвена звезда».
С 2009 по 2011 годы на взрослом уровне играл за «Сопот», после чего вернулся в стан красно-белых. Впрочем в основном составе он там не закрепился, поэтому дважды был в аренде: сначала у крагуевацких «Радничков», затем у нишских. В 2015 году стал полноправным игроком последних.
Летом 2016 года подписал контракт с белградским «Партизаном» на 3 года. 21 июля дебютировал в основном составе «гробарей» в матче лиги Европы против польского «Заглембе», выйдя на поле на последней компенсированной минуте второго овертайма. В серии послематчевых пенальти реализовал доверенный ему удар.